# Aff

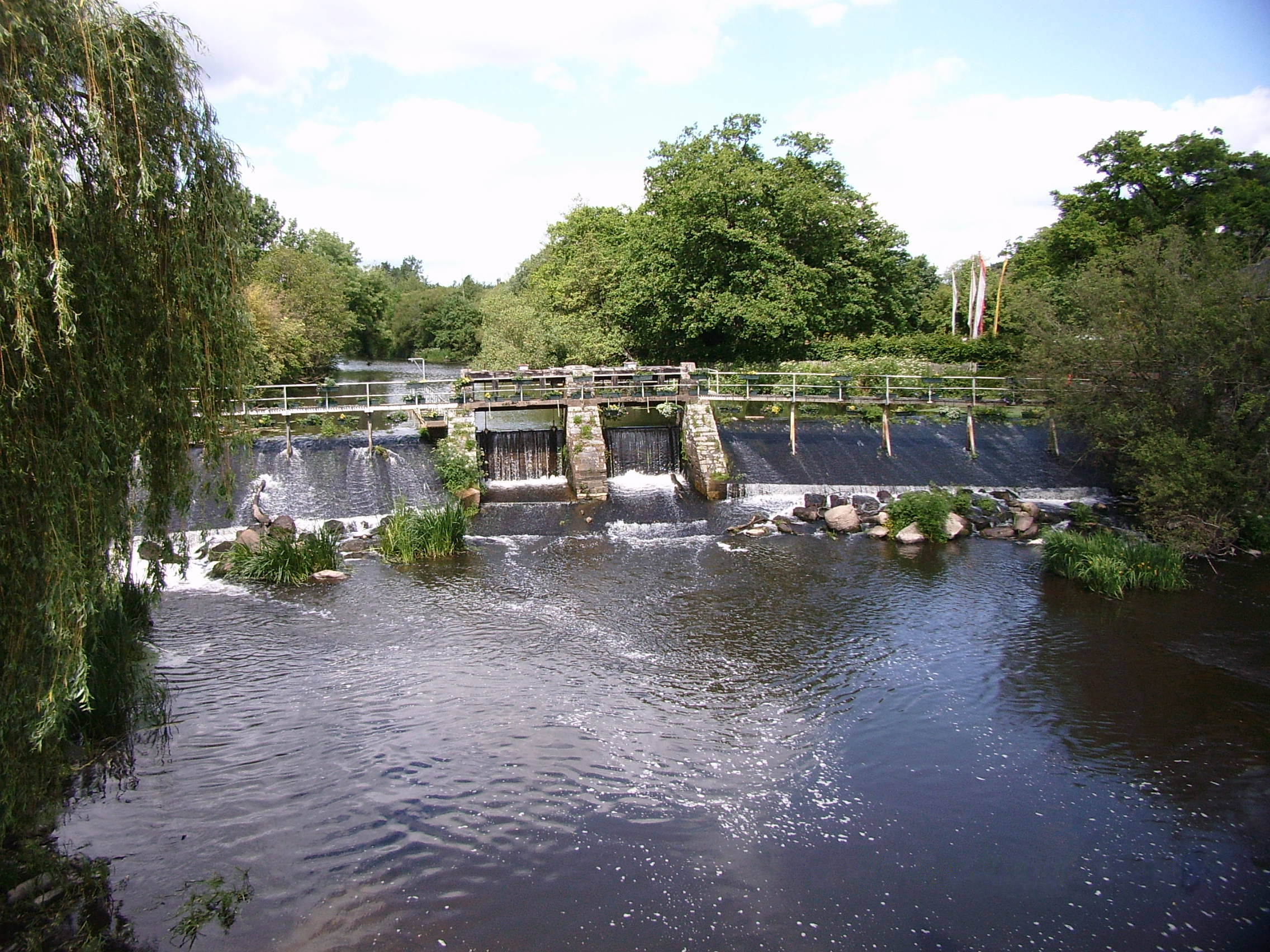
Jaz na rzece Aff w La Gacilly

Aff – rzeka w Bretanii, w zachodniej Francji. Ma długość 65 km i jest lewym dopływem rzeki Oust. Na odcinku 7 km, pomiędzy ujściem w Glénac a La Gacilly jest skanalizowana.